# میتلهس
میتلهس (به آلمانی: Mittelhees) یک منطقهٔ مسکونی در آلمان است که در کرویزتال واقع شده‌است.